# Scarabaeus scholtzi
Scarabaeus scholtzi là một loài bọ cánh cứng trong họ Bọ hung (Scarabaeidae).